# Băneasa (Constanța megye)
Băneasa (törökül: Paraköy) város Constanța megyében, Dobrudzsában, Romániában. A hozzá tartozó települések: Făurei, Negureni és Tudor Vladimirescu.

## Fekvése
A település a Dobrudzsai-fennsíkon fekszik, a megye délnyugati sarkában, a bolgár határ közelében, a municípiumtól, Constanțától kilencvenöt kilométerre délnyugatra.

## Története
A település első írásos említése az 1750-es évekből való, törökül Parachioi néven. Városi rangot 2004-ben kapott.

## Lakossága
A nemzetiségi megoszlás a következő:
| 2002     | 2002 | 2002   |
| -------- | ---- | ------ |
| Románok  | 4374 | 81,71% |
| Törökök  | 963  | 17,98% |
| Romák    | 14   | 0,26%  |
| Németek  | 1    | 0,01%  |
| Görögök  | 1    | 0,01%  |
| Összesen | 5353 | 100,0% |